# Make It Stop (September's Children)
"Make It Stop (September's Children)" é uma canção escrita por Rise Against e Tim McIlrath, lançada pela banda norte-americana Rise Against.
É o segundo single do sexto álbum de estúdio Endgame.

## Desempenho nas paradas musicais
| Parada musical (2011)              | Posição |
| ---------------------------------- | ------- |
| Estados Unidos - Alternative Songs | 6       |
| Estados Unidos - Rock Songs        | 8       |